# 基思·伍德尔
基思·伍德尔（英語：Keith Woodall，1926年8月4日—1981年5月17日），加拿大男子冰球运动员，场上位置是守门员。他曾代表加拿大参加1956年冬季奥林匹克运动会冰球比赛，获得一枚铜牌。